# Gus Hansen
Gustav "The Great Dane" Hansen (Copenhague, 13 de fevereiro de 1974) é um jogador profissional de pôquer dinamarquês. Reside atualmente em Monaco.

## Biografia
Antes de se tornar jogador profissional de pôquer em 1997, Gus jogou Gamão a nível internacional e foi campeão juvenil de tênis. Sempre foi um entusiasta dos esportes, competindo em várias modalidades diferentes desde jovem. Em 2000, mudou-se para a cidade de Nova Iorque para se tornar profissional em Gamão, mas acabou por descobrir que seu potencial poderia levá-lo mais longe no poker. Gus gosta de se intitular um jogador profissional, conhecido por fazer apostas em vários desafios pessoais de atletismo, como em corridas, além do jogar poker e apostar em outros jogos.

## Carreira no Poker
Hansen começou a jogar poker em Santa Cruz, California quando era um intercambista na Universidade da Califórnia em 1993. Ele é reconhecido pelo seu estilo de jogo extremamente agressivo. Tem a reputação de aumentar as apostas ou blefar com praticamente qualquer mão, o que provoca os adversários a chamar ou aumentar quando Gus tem boas mãos.
Hansen é o único jogador a vencer três torneios abertos do World Poker Tour, e também ganhou o seu primeiro torneio exclusivo para jogadores convidados, o WPT Bad Boys of Poker. Em 2004, ele foi convidado para o World Poker Tour Walk of Fame, juntamente com Doyle Brunson e James Garner. Gus não teve boas participações na World Series of Poker, tendo como melhor colocação a 61ª posição no evento principal do torneio em 2007;ainda no mesmo ano Gus Hansen ganha o Aussie Millions do Crow Cassino,na Austrália,levando $1,500,000 derrotando 747 jogadores Em setembro de 2006 sagrou-se o primeiro campeão do The London All Star Challenge, vencendo na final Mark Goodwin, e embolsando o prêmio de 54 mil euros. Também foi o vencedor do primeiro Poker Superstars Invitational Tournament, ganhando o prêmio de 1 milhão de dólares.

## Curiosidades
Em 2003 Gus tornou-se sócio de um site de jogos de poker on line, o Pokerchamps.com, em 2005 o site foi vendido para a companhia britânica Betfair, por cerca de 15 milhões de dólares. No mesmo ano participou de um DVD sobre estratégias de poker, o Texas Hold'Em Poker Advanced Strategies with Gus Hansen. No ano de 2006 assinou contrato de exclusividade com o site Full Tilt Poker.